# Coordenadas parabólicas

As coordenadas parabólicas são um sistema bidimensional de coordenadas ortogonais em que as linhas coordenadas são parábolas confocais. A versão tridimensional das coordenadas parabólicas é obtida através da rotação do sistema bidimensional sobre o eixo de simetria de todas as parábolas.
As coordenadas parabólicas possuem muitas aplicações, por exemplo, no tratamento do efeito Stark e da teoria potencial das arestas.

## Coordenadas parabólicas bidimensionais
AS coordenadas parabólicas bidimensionais {\displaystyle (\sigma ,\tau )} são definidas pelas equações
{\displaystyle x=\sigma \tau \,}
{\displaystyle y={\frac {1}{2}}\left(\tau ^{2}-\sigma ^{2}\right)}
As curvas com {\displaystyle \sigma } constante formam parábolas confocais
{\displaystyle 2y={\frac {x^{2}}{\sigma ^{2}}}-\sigma ^{2}}
voltadas para cima (ou seja, no sentido {\displaystyle +y}), ao passo que as curvas com {\displaystyle \tau } constante formam parábolas confocais
{\displaystyle 2y=-{\frac {x^{2}}{\tau ^{2}}}+\tau ^{2}}
voltadas para baixo (ou seja, no sentido {\displaystyle -y}). Os focos de todas essas parábolas estão localizados na origem.

## Fatores de escala bidimensionais
Os fatores de escala para as coordenadas parabólicas {\displaystyle (\sigma ,\tau )} são iguais a
{\displaystyle h_{\sigma }=h_{\tau }={\sqrt {\sigma ^{2}+\tau ^{2}}}}
Daí, o elemento infinitesimal de área é
{\displaystyle dA=\left(\sigma ^{2}+\tau ^{2}\right)d\sigma d\tau }
E o laplaciano vale
{\displaystyle \nabla ^{2}\Phi ={\frac {1}{\sigma ^{2}+\tau ^{2}}}\left({\frac {\partial ^{2}\Phi }{\partial \sigma ^{2}}}+{\frac {\partial ^{2}\Phi }{\partial \tau ^{2}}}\right)}
Outros operadores diferenciais tais como {\displaystyle \nabla \cdot \mathbf {F} }
e {\displaystyle \nabla \times \mathbf {F} } podem ser expressos nas coordenadas (σ, τ) substituindo-se os fatores de escala nas fórmulas gerais para coordenadas ortogonais.

## Coordenadas parabólicas tridimensionais

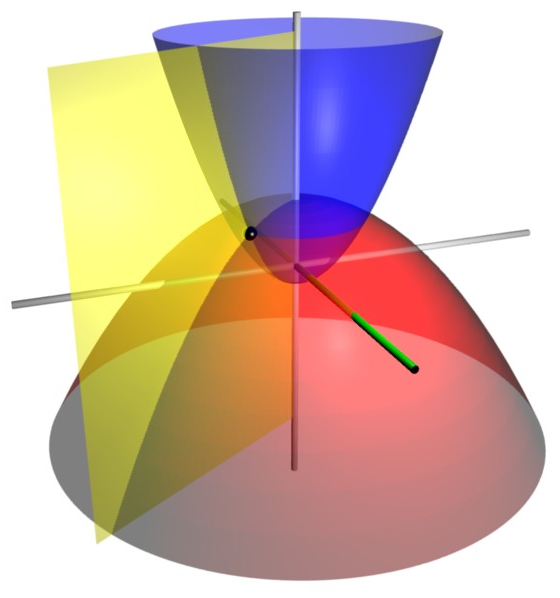
Superfícies coordenadas das coordenadas parabólicas tridimensionais. O parabolóide vermelho corresponde a τ=2, o parabolóide azul corresponde a σ=1, e o semiplano amarelo corresponde a φ =- 60 °. As três superfícies se intersectam no ponto P (mostrado como uma esfera preta) de coordenadas cartesianas aproximadamente iguais a (1,0; -1,732; 1,5).

As coordenadas parabólicas bidimensionais formam a base para dois conjuntos de coordenadas ortogonais tridimensionais. As coordenadas cilíndricas parabólicas são produzidas por projeção na direção {\displaystyle z}.
A rotação sobre o eixo de simetria das parábolas produz um conjunto de
paraboloides confocais, formando um sistema de coordenadas que também é conhecido como "coordenadas parabólicas"
{\displaystyle x=\sigma \tau \cos \varphi }
{\displaystyle y=\sigma \tau \sin \varphi }
{\displaystyle z={\frac {1}{2}}\left(\tau ^{2}-\sigma ^{2}\right)}
onde as parábolas estão alinhadas com o eixo {\displaystyle z}, sobre o qual a rotação foi realizada. Assim, o ângulo azimutal {\displaystyle \phi } é definido por
{\displaystyle \tan \varphi ={\frac {y}{x}}}
As superfícies cujo {\displaystyle \sigma } é constante formam paraboloides confocais
{\displaystyle 2z={\frac {x^{2}+y^{2}}{\sigma ^{2}}}-\sigma ^{2}}
Com concavidade para cima (ou seja, no sentido {\displaystyle +z}), enquanto que as superfícies com {\displaystyle \tau } constante formam paraboloides confocais
{\displaystyle 2z=-{\frac {x^{2}+y^{2}}{\tau ^{2}}}+\tau ^{2}}
de concavidade para baixo (ou seja, na direção {\displaystyle -z}).  Os focos de todos estes paraboloides estão localizados na origem.
O tensor métrico de Riemann associado a este sistema de coordenadas é
{\displaystyle g_{ij}={\begin{bmatrix}\sigma ^{2}+\tau ^{2}&0&0\\0&\sigma ^{2}+\tau ^{2}&0\\0&0&\sigma ^{2}\tau ^{2}\end{bmatrix}}}

## Fatores de escala tridimensionais
Os três fatores de escala tridimensionais são:
{\displaystyle h_{\sigma }={\sqrt {\sigma ^{2}+\tau ^{2}}}}
{\displaystyle h_{\tau }={\sqrt {\sigma ^{2}+\tau ^{2}}}}
{\displaystyle h_{\varphi }=\sigma \tau \,}
Nota-se que os fatores de escala {\displaystyle h_{\sigma }} e {\displaystyle h_{\tau }} são os mesmos do caso bidimensional. O elemento infinitesimal de volume é então
{\displaystyle dV=h_{\sigma }h_{\tau }h_{\varphi }=\sigma \tau \left(\sigma ^{2}+\tau ^{2}\right)\,d\sigma \,d\tau \,d\varphi }
E o laplaciano é dado por
{\displaystyle \nabla ^{2}\Phi ={\frac {1}{\sigma ^{2}+\tau ^{2}}}\left[{\frac {1}{\sigma }}{\frac {\partial }{\partial \sigma }}\left(\sigma {\frac {\partial \Phi }{\partial \sigma }}\right)+{\frac {1}{\tau }}{\frac {\partial }{\partial \tau }}\left(\tau {\frac {\partial \Phi }{\partial \tau }}\right)\right]+{\frac {1}{\sigma ^{2}\tau ^{2}}}{\frac {\partial ^{2}\Phi }{\partial \varphi ^{2}}}}
Outros operadores diferenciais tais como {\displaystyle \nabla \cdot \mathbf {F} }
e {\displaystyle \nabla \times \mathbf {F} } podem ser expresso nas coordenadas {\displaystyle (\sigma ,\tau ,\phi )} substituindo-se os fatores de escala nas fórmulas gerais encontradas em coordenadas ortogonais.

## Uma formulação alternativa
A conversão de coordenadas cartesianas para as parabólicas é efetuada através da seguinte transformação:
{\displaystyle \xi ={\sqrt {{\sqrt {x^{2}+y^{2}+z^{2}}}+z}},}
{\displaystyle \eta ={\sqrt {{\sqrt {x^{2}+y^{2}+z^{2}}}-z}},}
{\displaystyle \phi =\arctan {y \over x}.}
O jacobiano da transformação de coordenadas dado em termos infinitesimais como sendo
{\displaystyle {\begin{bmatrix}d\eta \\d\xi \\d\phi \end{bmatrix}}={\begin{bmatrix}{\frac {x}{\sqrt {x^{2}+y^{2}+z^{2}}}}&{\frac {y}{\sqrt {x^{2}+y^{2}+z^{2}}}}&-1+{\frac {z}{\sqrt {x^{2}+y^{2}+z^{2}}}}\\{\frac {x}{\sqrt {x^{2}+y^{2}+z^{2}}}}&{\frac {y}{\sqrt {x^{2}+y^{2}+z^{2}}}}&1+{\frac {z}{\sqrt {x^{2}+y^{2}+z^{2}}}}\\{\frac {-y}{x^{2}+y^{2}}}&{\frac {x}{x^{2}+y^{2}}}&0\end{bmatrix}}{\begin{bmatrix}dx\\dy\\dz\end{bmatrix}}}
sob as condições {\displaystyle \eta \geq 0,} e {\displaystyle \xi \geq 0.}
Se φ = 0, então uma seção transversal é obtida; as coordenadas se limitam ao plano xz:
{\displaystyle \eta =-z+{\sqrt {x^{2}+z^{2}}},}
{\displaystyle \xi =z+{\sqrt {x^{2}+z^{2}}}.}
Se η=c (uma constante), então
{\displaystyle \left.z\right|_{\eta =c}={x^{2} \over 2c}-{c \over 2}.}
Esta é uma parábola com foco na origem, para qualquer valor de c. Seu eixo de simetria da parábola é vertical e sua concavidade é voltada para cima.
Se ξ=c então
{\displaystyle \left.z\right|_{\xi =c}={c \over 2}-{x^{2} \over 2c}.}
Esta é uma parábola com foco na origem, para qualquer valor de c. Seu eixo de simetria é vertical e sua concavidade é voltada para baixo.
Agora considere qualquer parábola η=c para cima e qualquer parábola ξ= b para baixo. É desejável encontrar sua interseção:
{\displaystyle {x^{2} \over 2c}-{c \over 2}={b \over 2}-{x^{2} \over 2b},}
rearrumando,
{\displaystyle {x^{2} \over 2c}+{x^{2} \over 2b}={b \over 2}+{c \over 2},}
evidenciando x²,
{\displaystyle x^{2}\left({b+c \over 2bc}\right)={b+c \over 2},}
cancelando os fatores comuns de ambos os lados,
{\displaystyle x^{2}=bc,\,}
tomando a raiz quadrada,
{\displaystyle x={\sqrt {bc}}.}

x é a média geométrica de b e c. A abscissa da intersecção foi encontrada. Vamos encontrar a ordenada. Substituindo o valor de x na equação da parábola voltada para cima:
{\displaystyle z_{c}={bc \over 2c}-{c \over 2}={b-c \over 2},}
em seguida, substituindo o valor de x na equação da parábola voltada para baixo:
{\displaystyle z_{b}={b \over 2}-{bc \over 2b}={b-c \over 2}.}
zc = zb, com deveria ser. Logo, o ponto de intersecção é
{\displaystyle P:\left({\sqrt {bc}},{b-c \over 2}\right).}
Desenhe um par de tangentes através do ponto P, cada uma tangente a cada parábola. A reta tangente através do ponto P à parábola superior tem inclinação:
{\displaystyle {dz_{c} \over dx}={x \over c}={{\sqrt {bc}} \over c}={\sqrt {b \over c}}=s_{c}.}
A reta tangente através do ponto P à parábola inferior tem inclinação:
{\displaystyle {dz_{b} \over dx}=-{x \over b}={-{\sqrt {bc}} \over b}=-{\sqrt {c \over b}}=s_{b}.}
O produto das duas inclinações é
{\displaystyle s_{c}s_{b}=-{\sqrt {b \over c}}{\sqrt {c \over b}}=-1.}
O produto das inclinações é “uma inclinação negativa”, pois as retas são perpendiculares. Isto é verdade para qualquer par de parábolas com concavidades em direções opostas.
Assim, um par de parábolas intercepta-se em dois pontos, mas quando φ é zero, ele realmente limita as outras coordenadas ξ e η a se moverem no semiplano com x>0, pois x<0 corresponde a φ = π.
Desta forma, um par de coordenadas ξ e η especificam um único ponto no semiplano. Então, fazendo φ entre 0 e 2π, o semiplano gira com o ponto (em torno do eixo z, que é a dobradiça): as parábolas formam paraboloides. Um par de paraboloides opostos formam um círculo, e um valor de φ especifica um semiplano que corta o círculo de intersecção em um único ponto. As coordenadas cartesianas dos pontos são [Menzel, p. 139]:
{\displaystyle x={\sqrt {\xi \eta }}\cos \phi ,}
{\displaystyle y={\sqrt {\xi \eta }}\sin \phi ,}
{\displaystyle z={\begin{matrix}{\frac {1}{2}}\end{matrix}}(\xi -\eta ).}
{\displaystyle {\begin{vmatrix}dx\\dy\\dz\end{vmatrix}}={\begin{vmatrix}{\frac {1}{2}}{\sqrt {\frac {\xi }{\eta }}}\cos \phi &{\frac {1}{2}}{\sqrt {\frac {\eta }{\xi }}}\cos \phi &-{\sqrt {\xi \eta }}\sin \phi \\{\frac {1}{2}}{\sqrt {\frac {\xi }{\eta }}}\sin \phi &{\frac {1}{2}}{\sqrt {\frac {\eta }{\xi }}}\sin \phi &{\sqrt {\xi \eta }}\cos \phi \\-{\frac {1}{2}}&{\frac {1}{2}}&0\end{vmatrix}}\cdot {\begin{vmatrix}d\eta \\d\xi \\d\phi \end{vmatrix}}}